# Starčevo
Starčevo (cyr. Старчево) – miasto w Serbii, w Wojwodinie, w okręgu południowobanackim, w mieście Pančevo. W 2011 roku liczyło 7473 mieszkańców.
Eponim dla europejskiej archeologicznej kultury starczewskiej zaczynającej się 9 000 lat temu, pokrewnej kulturom Körös znad rzeki Keresz, Marica z Bułgarii, Criş z Rumunii oraz pre-Sesklo z terytorium Grecji.